# Мартьян, Георгий Маркович
Георгий Маркович Мартьян (род. 7 августа 1948, Адрасман, Ленинабадская область) — советский футболист, тренер. Лучший бомбардир за всю историю «Астаны-1964». На его счету за целиноградский клуб 152 мячей.

## Биография
С 17 лет начал играть в первой лиге Таджикиской ССР, с 1966 года выступал за команду «Памир» Ленинабад класса «Б». В 1974—1975 годах играл за алматинский «Кайрат» в высшей лиге. В 1976—1983 годах играл за «Целинник» Целиноград, там также был тренером. С 1984 по 1986 года прошёл Высшую школу тренеров в Москве. С 1986 по 1988 года был главным тренером «Целинника».
В 1990 году вместе с семьей переехал в Германию. В 42 года переквалифицировался на газо- и водопроводчика.